# Dionigi Marquet
Dionigi Marquet (Pisa, 27 febbraio 1889 – ...) è stato un politico italiano.

## Biografia
Iscritto al Partito Nazionale Fascista, nel 1924 venne eletto deputato con 9 894 voti alla Camera del Regno d'Italia nella XXVII legislatura. Deputato anche nella XXVIII e nella XXIX legislatura, dal 1939 al 1943 fu consigliere nazionale e componente della corporazione vitivinicola e olearia.